# Брадфорд (переписна місцевість, Нью-Гемпшир)
Брадфорд (англ. Bradford) — переписна місцевість (CDP) в США, в окрузі Меррімак штату Нью-Гемпшир. Населення — 372 особи (2020).

## Географія
Брадфорд розташований за координатами 43°16′19″ пн. ш. 71°57′44″ зх. д. / 43.27194° пн. ш. 71.96222° зх. д. (43.271904, -71.962170).  За даними Бюро перепису населення США в 2010 році переписна місцевість мала площу 2,10 км², з яких 2,05 км² — суходіл та 0,05 км² — водойми.

## Демографія
Згідно з переписом 2010 року, у переписній місцевості мешкало 356 осіб у 144 домогосподарствах у складі 97 родин. Густота населення становила 169 осіб/км².  Було 174 помешкання (83/км²).
Расовий склад населення:
| - 95,2 % — білих - 1,4 % — корінних американців - 0,6 % — азіатів - 0,3 % — чорних або афроамериканців |

До двох чи більше рас належало 2,2 %. Частка іспаномовних становила 2,2 % від усіх жителів.
За віковим діапазоном населення розподілялося таким чином: 21,1 % — особи молодші 18 років, 67,4 % — особи у віці 18—64 років, 11,5 % — особи у віці 65 років та старші. Медіана віку мешканця становила 43,4 року. На 100 осіб жіночої статі у переписній місцевості припадало 95,6 чоловіків;  на 100 жінок у віці від 18 років та старших — 103,6 чоловіків також старших 18 років.
Середній дохід на одне домашнє господарство  становив 59 799 доларів США (медіана — 54 583), а середній дохід на одну сім'ю — 64 983 долари (медіана — 63 438). За межею бідності перебувало 9,7 % осіб, у тому числі 16,2 % дітей у віці до 18 років та 6,8 % осіб у віці 65 років та старших.
Цивільне працевлаштоване населення становило 188 осіб. Основні галузі зайнятості: освіта, охорона здоров'я та соціальна допомога — 44,1 %, науковці, спеціалісти, менеджери — 16,5 %, мистецтво, розваги та відпочинок — 8,0 %, будівництво — 8,0 %.